# Station Maule
Station Maule is een spoorwegstation aan de spoorlijn Plaisir-Grignon - Épône-Mézières. Het is het station van de Franse gemeente Maule. Het station werd op 30 augustus 1900 geopend. Sinds de oprichting is het station eigendom van de Société nationale des chemins de fer français SNCF. Het station ligt op kilometerpunt 44,441 van de spoorlijn Plaisir-Grignon - Épône-Mézières.
Het station wordt aangedaan door treinen van Transilien N, die tussen Paris-Montparnasse en Mantes-la-Jolie rijden.

## Vorig en volgend station
| Richting        | Vorig station  | Lijn    | Volgend station    | Richting           |
| --------------- | -------------- | ------- | ------------------ | ------------------ |
| Mantes-la-Jolie | Nézel - Aulnay | Trans N | Mareil-sur-Mauldre | Paris-Montparnasse |